# Heliosciurus
Heliosciurus es un género de roedores esciuromorfos de la familia Sciuridae conocidos  vulgarmente como ardillas sol.

## Especies
Se reconocen las siguientes especies:
- Heliosciurus gambianus
- Heliosciurus mutabilis
- Heliosciurus punctatus
- Heliosciurus rufobrachium
- Heliosciurus ruwenzorii
- Heliosciurus undulatus